# Halo of Blood
Halo of Blood (рус. Ореол крови) — восьмой студийный альбом финской мелодик-дэт-метал группы Children of Bodom, выпущен 7 июня 2013 года в Европе, 11 июня в Северной Америке на Nuclear Blast. В Японии альбом вышел 28 мая на Marquee Inc.

## Об альбоме
19 марта 2013 года стали известны название и трек-лист альбома, а также представлена обложка, автором которой стал Сами Сарамяки, ранее отвечавший за обложки альбомов Follow the Reaper, Are You Dead Yet? и Hate Crew Deathroll.
Бас-гитарист Хенкка Сеппяля: «Мы хотели чтобы на ней было что-то зимнее. Зима неплохо подходит к атмосфере музыки и студийным сессиям. Конечно, это может быть озеро Бодом, замерзшее, с людьми, застрявшими подо льдом. Очень по-фински. Мы очень довольны тем, что Сами создал такой цельный образ!».
Янне Вирман: «Жнец всегда должен присутствовать на нашей обложке… возник определённый сюжет: зима, замерзшее озеро, белый цвет и прочее и прочее».
Группа записывала новый CD в Хельсинки на Danger Johnny Studios. Над записью работал инженер звукозаписи Микко Кармила, ранее сотрудничавший с группой на Hatebreeder, Follow the Reaper и Hate Crew Deathroll, и Петер Тэгтгрен, руководивший записью клавишных и обоих вокалов. Сведение проводилось в Хельсинки на Finnvox Studios.
Алекси Лайхо: «В музыкальном отношении мы пытались добавить нечто новое звучанию наших песен, и в то же время сохранить элементы, присущие COB. Этот альбом содержит в себе как самые быстрые, так и самые медленные песни, которые мы когда-либо писали; по части лирики можно отметить, что прежде мы не затрагивали темы, присутствующие в некоторых новых текстах. Так что будьте готовы встретить десять треков чистого нордического метала».
4 мая 2013 года на официальном YouTube-канале Nuclear Blast было опубликовано видео с текстом на песню «Transference». 13 мая был представлен официальный видеоклип на песню «Transference».

## Список композиций
| №                   | Название                              | Длительность |
| ------------------- | ------------------------------------- | ------------ |
| 1.                  | «Waste of Skin»                       | 4:16         |
| 2.                  | «Halo of Blood»                       | 3:12         |
| 3.                  | «Scream for Silence»                  | 4:09         |
| 4.                  | «Transference»                        | 3:58         |
| 5.                  | «Bodom Blue Moon (The Second Coming)» | 4:14         |
| 6.                  | «Your Days Are Numbered»              | 3:40         |
| 7.                  | «Dead Man’s Hand on You»              | 4:58         |
| 8.                  | «Damaged Beyond Repair»               | 4:20         |
| 9.                  | «All Twisted»                         | 4:51         |
| 10.                 | «One Bottle and a Knee Deep»          | 4:02         |
| Общая длительность: | Общая длительность:                   | 41:40        |

| №                   | Название                                    | Длительность |
| ------------------- | ------------------------------------------- | ------------ |
| 11.                 | «Crazy Nights» (кавер-версия Loudness)      | 4:25         |
| 12.                 | «Sleeping in My Car» (кавер-версия Roxette) | 3:19         |
| Общая длительность: | Общая длительность:                         | 49:24        |

## Участники записи
- Алекси Лайхо − вокал, соло/ритм-гитара
- Роопе Латвала − соло/ритм-гитара, бэк-вокал
- Янне Вирман — клавишные инструменты, соло
- Хенкка Сеппяля − бас-гитара, бэк-вокал
- Яска Раатикайнен — ударные, бэк-вокал

## Мировые чарты
| Чарт                                 | Позиция |
| ------------------------------------ | ------- |
| Австрия (Ö3 Austria)                 | 28      |
| Бельгия/Фландрия (Ultratop)          | 102     |
| Бельгия/Валлония (Ultratop)          | 82      |
| Финляндия (Suomen virallinen lista)  | 2       |
| Франция (SNEP)                       | 109     |
| Германия (Offizielle Top 100)        | 18      |
| Венгрия (MAHASZ)                     | 10      |
| Швеция (Sverigetopplistan)           | 26      |
| Швейцария (Schweizer Hitparade)      | 24      |
| США (Billboard 200)                  | 54      |
| США (Billboard Top Hard Rock Albums) | 7       |